# Aartsbisdom Bar

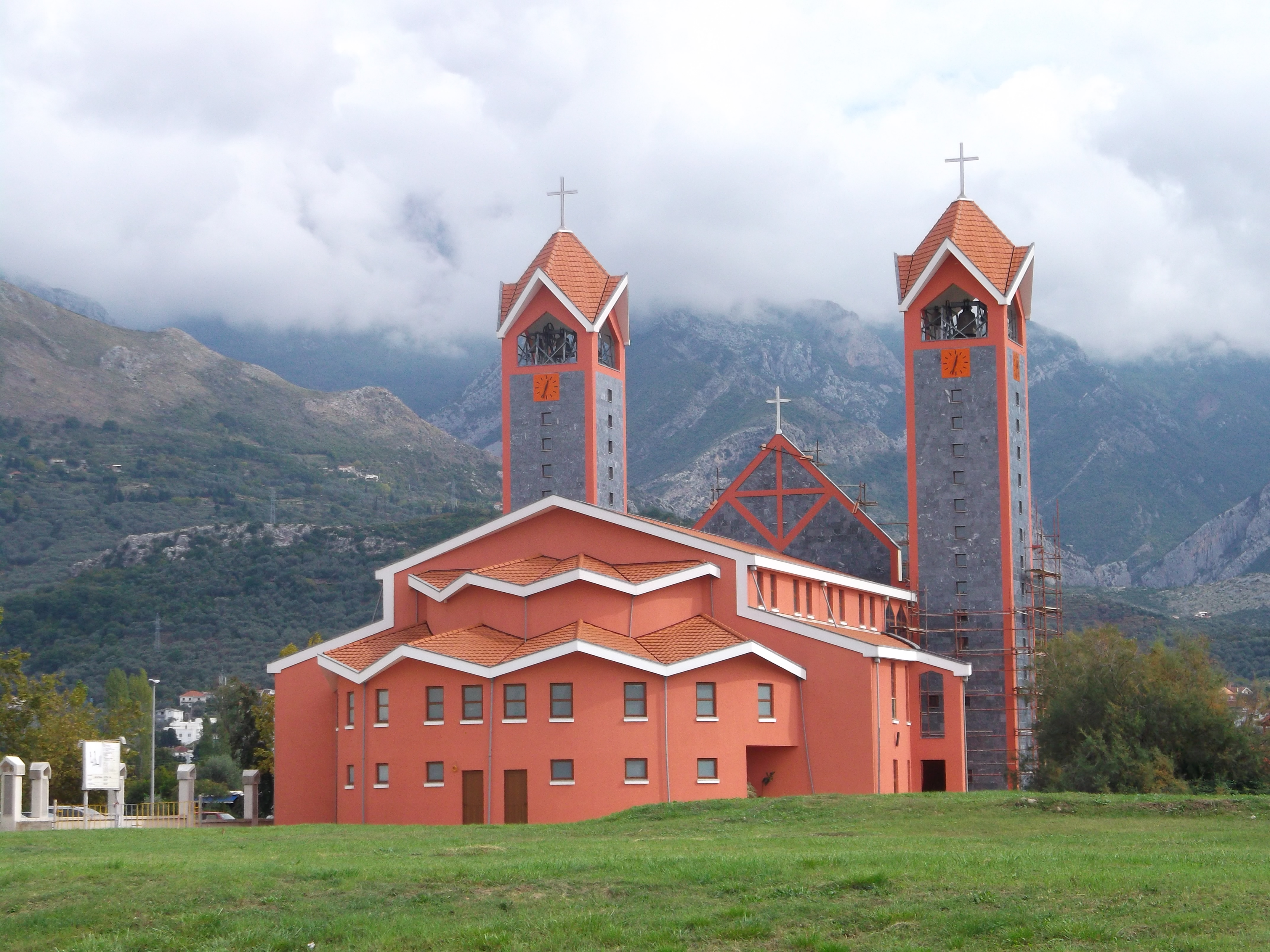
St.Pieterskathedraal in Bar

Het aartsbisdom Bar is een rooms-katholiek aartsbisdom in Montenegro, de St.Pieterskathedraal bevindt zich in de havenstad Bar. Het bisdom werd al in de 9e eeuw gesticht en in 1034 verheven tot aartsbisdom. Het behoort tot geen enkele kerkprovincie en is rechtstreeks ondergeschikt aan de Heilige Stoel. Met een oppervlakte van 13.138 km² bestrijkt het aartsbisdom bijna het hele land, met uitzondering van het bisdom Kotor.
De rooms-katholieken vormen slechts 2,2 procent van de bevolking die op het grondgebied van het aartsbisdom woont. De sterke daling van het aantal gelovigen is niet alleen te wijten aan de sterke ontkerstening in de voormalige communistische landen, maar ook aan een sterke economische emigratie. Meer dan 90 procent van de diocesanen woont in de kuststreek en iets meer dan de helft van de gelovigen in het aartsbisdom is Albaneessprekend.

## Geschiedenis
Montenegro was ooit een deel van het Romeinse Rijk waar het christendom was verspreid. De deling van het Rijk in Oost en West in 395 speelde op termijn een grote rol, ook het Oosters Schisma in 1054.  De bisdommen aan de oostelijke Adriatische kust stonden onder controle van de Heilige Stoel in Rome. 
In 1034 werd Bar verheven tot aartsbisdom en bevestigd in 1089, onder het bewind van Constantijn Bodin. Aangezien Constantijn Bodin als Servische koning regeerde, werd de aartsbisschop van Bar ook primaat van Servië, een titel die de aartsbisschoppen van Bar tot voor kort hadden. Volgens een pauselijke bul omvatte het aartsbisdom Bar het gebied tussen de rivieren de Sava, de Donau, de Drin en de Bojana.
Na de ineenstorting van de Byzantijnse Rijk aan de Adriatische Zee werd het aartsbisschop Bar, een deel van Servië en Hongarije of de Republiek Venetië. Onder tsaar Stefan Dušan groeide de invloed van de oosters-orthodoxe kerk. In de tweede helft van de 14e eeuw stichtte het Huis Balsha een onafhankelijk vorstendom Zeta en ze bekeerde zich van de orthodoxe naar de rooms-katholieke geloof. Paus Urbanus V gaf hen de opdracht, de rechten en de bezittingen van de aartsbisschop van Bar en Kotor te respecteren en te beschermen. In 1496 ontstond het orthodoxe Prinsbisdom Montenegro.
Rond 1450 kwam de stad Bar weer onder de controle van het rooms-katholieke Venetië. Gedurende enkele decennia stond aartsbisdom Bar onder de bescherming van de Venetianen totdat de stad in 1538 voor het eerst door de Turken werd veroverd en, na een tweede verovering in 1571, uiteindelijk deel ging uitmaken van het Ottomaanse Rijk. Na de Slag bij Lepanto werd de  toenmalige aartsbisschop Johannes VIII gevangengenomen en door de Turken vermoord. Ongeveer de helft van de rooms-katholieke bevolking verliet Bar, terwijl sommigen van degenen die bleven zich in de daaropvolgende decennia tot de islam bekeerden. De St.Joriskathedraal werd omgebouwd tot een moskee.
Het aartsbisdom Bar bleef onder Turks bewind, de Ottomanen lieten niet toe dat buiten de stad Bar nog missionaire activiteiten van de rooms-katholieke kerk werden gedaan. De aartsbisschoppen van Bar probeerden herhaaldelijk de Venetianen over te halen de stad te heroveren. Een dergelijke poging in 1717 had geen succes.
Onder Danilo II werd Montenegro in 1852 een seculiere staat, het vorstendom Montenegro. Albanië kreeg zijn eigen aartsbisdom in 1867, het aartsbisdom Shkodra-Pult. In 1918 werd het Koninkrijk Montenegro een deel van het Koninkrijk Joegoslavië. In 2006 werd Montenegro een onafhankelijke republiek.
Aan het begin van de 20e eeuw woonden er ongeveer 6.800 rooms-katholieken in Montenegro, anno 2017 ongeveer 11.000. Het aartsbisdom staat nog steeds onder controle van de Heilige Stoel in Rome.